# تانر ولف
تانر ولف (بالإنجليزية: Tanner Wolfe)‏ هو لاعب كرة قدم أمريكي، ولد في 17 سبتمبر 1985 في ديوندن في الولايات المتحدة. لعب مع Tampa Marauders ‏.

## وصلات خارجية
- تانر ولف على موقع قاعدة بيانات كرة القدم.إي يو (الإنجليزية)